# Комуністична партія Чилі
Комуністична партія Чилі (ісп. Partido Comunista de Chile, КПЧ) — ліва політична партія в Чилі. При партії діє молодіжна організація — Комуністична молодь Чилі (ісп. Juventudes Comunistas de Chile), заснована в 1932 році. В палаті депутатів Чилі партія має 3 місця. Партія видає газету «Сіґло» ("El Siglo", «Вік», з 1940). 
Серед видатних діячів Коммуністичної партії були письменник Пабло Неруда, чилійський бард Віктор Хара, Луїс Корвалан.

## Історія
Партія була заснована 2 січня 1922 на IV з'їзді Соціалістичної робітничої партії (заснованої у 1912 році) в м. Ранкагуа, який перейменував її на КПЧ. Одним із її засновників був Л.Е.Рекабаррен. У 1922 році КПЧ вступила до Комінтерну. З 1927—30 та у 1932 році партія працювала в підпіллі.
У 1936 році ввійшла до Народного фронту — антифашистського блоку політичних партій. У 1942 році за ініціативою КПЧ створено Демократичний, альянс — блок КПЧ, Радикальної та Демократичної партій. У 1946—47 роках комуністи входили до складу уряду. У 1948—58 роках діяв «Закон про захист демократії», який заборонив компартію.  З ініціативи КПЧ у 1953 році був створений Єдиний профспілковий центр трудящих Чилі, а 1956 — Фронт народної дії, який ставив своїм завданням здійснення демократичних перетворень в країні. 
Компартія відіграла значну роль у створенні в грудні 1969 року політичної коаліції Народна єдність, яка у вересні 1970 перемогла на виборах і прийшла до влади. В уряді Народної єдності, очолюваному Сальвадором Альенде Ґоссенсом, комуністи обіймали ряд ключових постів. Після військового перевороту 11 вересня 1973 КПЧ зазнала жорстоких репресій. Діючи в глибокому підпіллі, вона вела активну боротьбу проти диктатури Піночета. У 1983 році за ініціативою КПЧ було створено Патріотичний фронт Мануеля Родрігеса (ПФМР), організації, яка почала збройну боротьбу з диктатурою. Однією з найвідоміших акцій фронту став замах на генерала Піночета в 1986 році.
22 жовтня 1990 року партію було легалізовано.